# Cyrtandra frutescens
Cyrtandra frutescens är en tvåhjärtbladig växtart som beskrevs av William Jack. Cyrtandra frutescens ingår i släktet Cyrtandra och familjen Gesneriaceae. Inga underarter finns listade i Catalogue of Life.